# Håkan Trapp

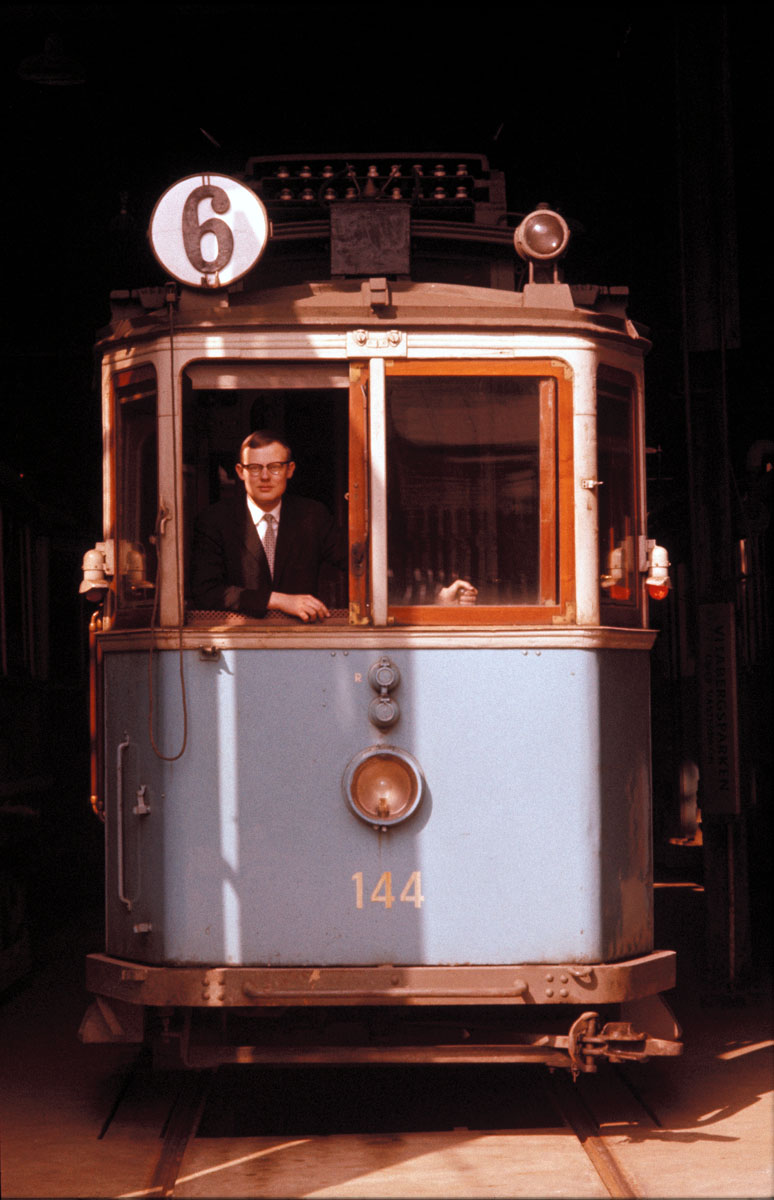
Håkan Trapp på förarplatsen i en spårvagn.

Carl Gunnar Håkan Trapp, född 9 juni 1938 i Stockholm, död 30 juni 1967 i Stockholm, var en svensk fotograf verksam i Stockholm. 

## Biografi
Trapp hyste stort intresse för spårvagnar. Från sin bostad på Polhemsgatan i Stockholm hörde han när spårvagnar körde längs med Hantverkargatan och kände igen dem bara på ljudet. Han tog tusentals diabilder i färg och 8mm-filmer samt gjorde ljudinspelningar i stereo, både i Stockholm och i andra städer med spårvagnstrafik.
Bland hans fotografier finns den omfattande dokumentation av Stockholms spårvägar och bussar som han genomförde i början av 1960-talet och fram till 1967 innan de avvecklades. I samlingarna på  Spårvägsmuseet finns hans fotografier från den dokumenteringen som han gjorde tillsammans med Gunnar Hillbo. År 2002 genomförde Spårvägsmuseet en stor separatutställning med Trapps sextiotalsbilder. Många av Trapps fotografier, som ofta visar ett svunnet Stockholm, är även tillgängliga för allmänheten på Stockholmskällan.
Trapp är gravsatt i Gustav Vasa kyrkas kolumbarium vid Odenplan i Stockholm.

## Bilder tagna av Trapp (urval)

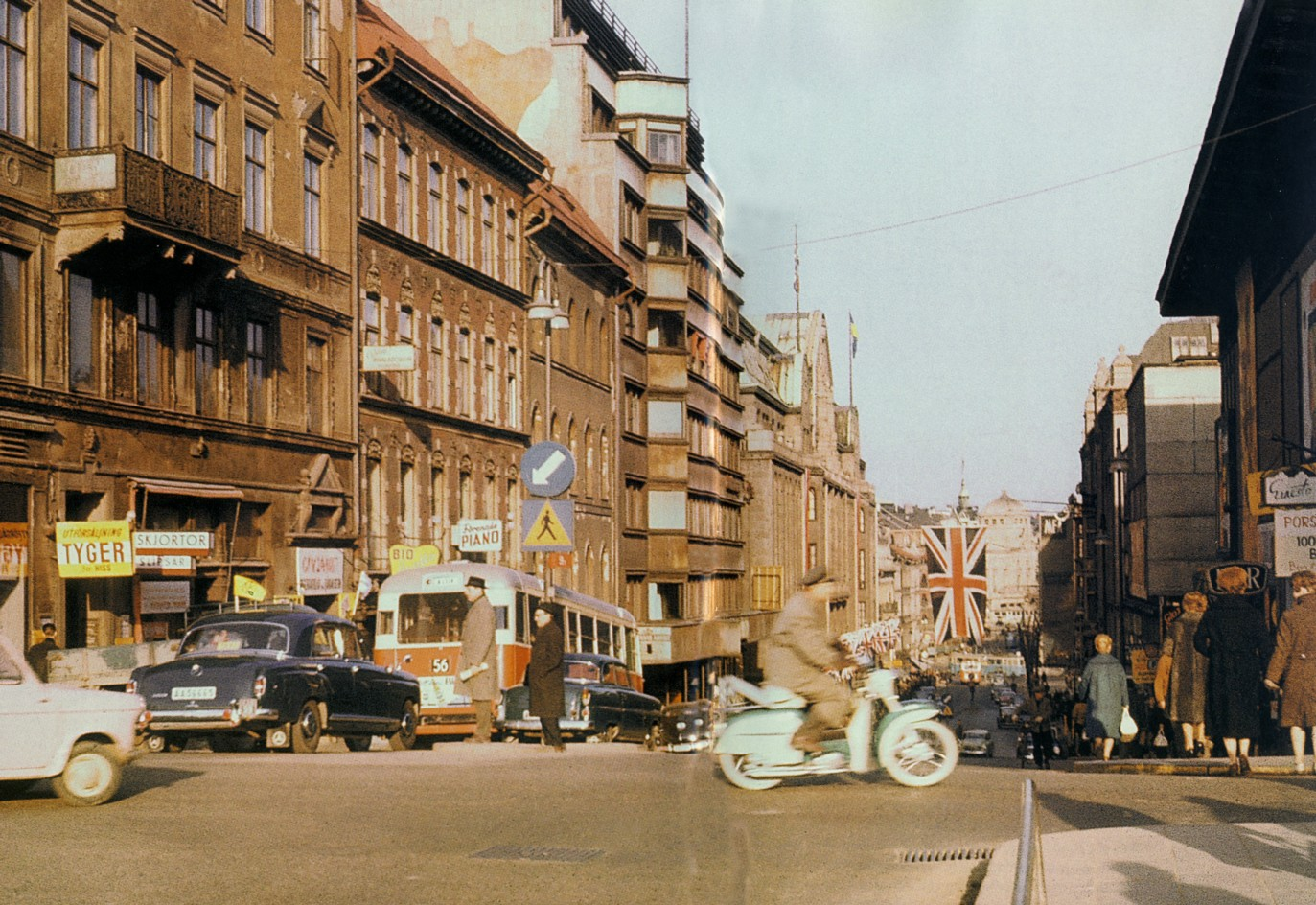
Hamngatan 1956.
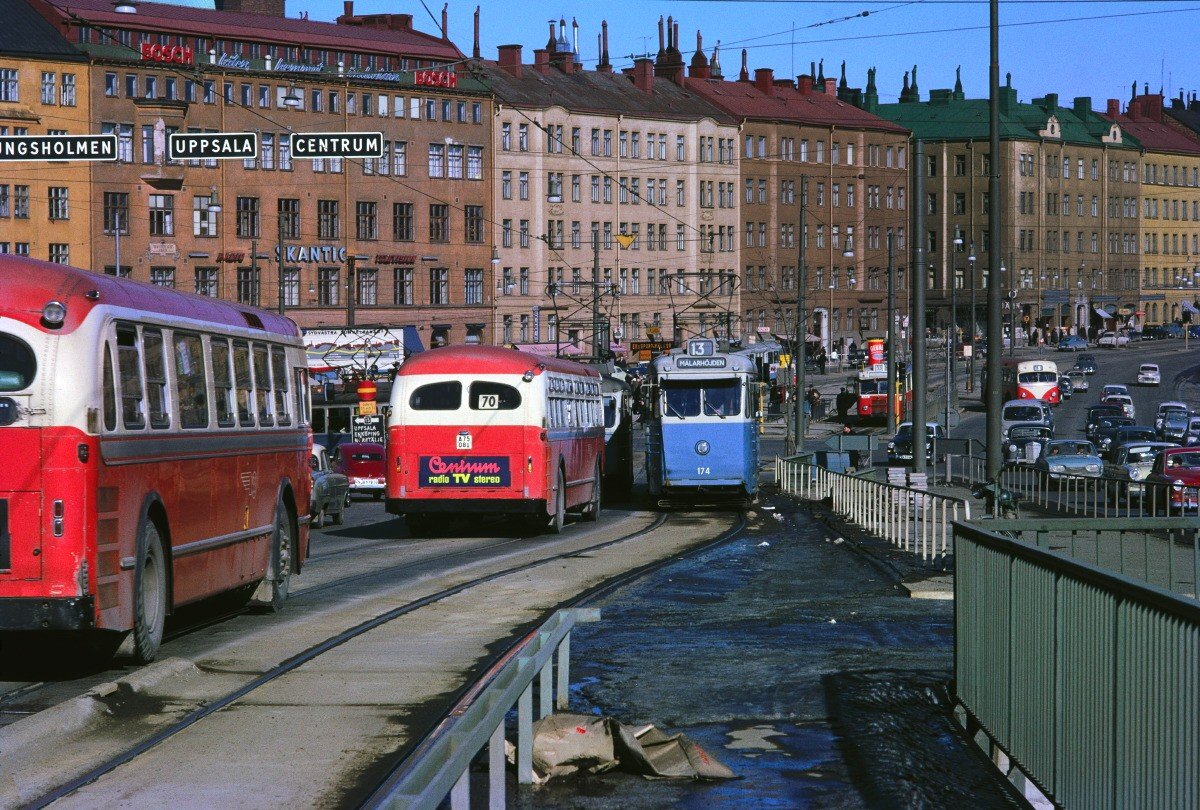
Hornstull 1962.
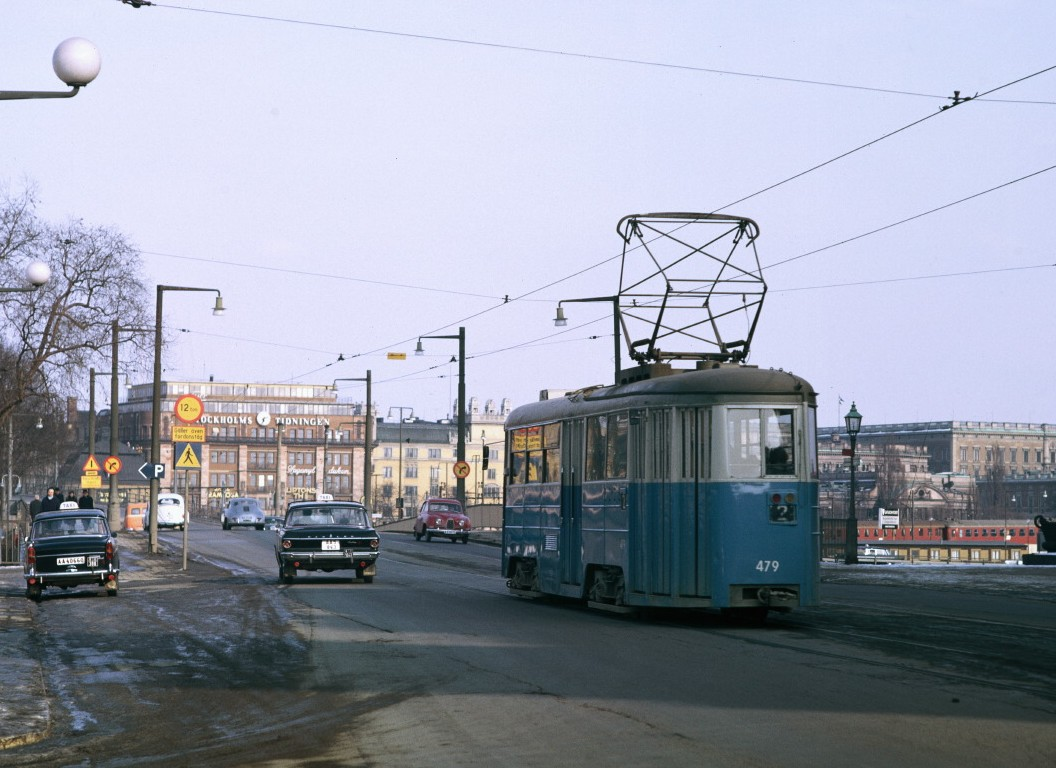
Stadshusbron 1963.
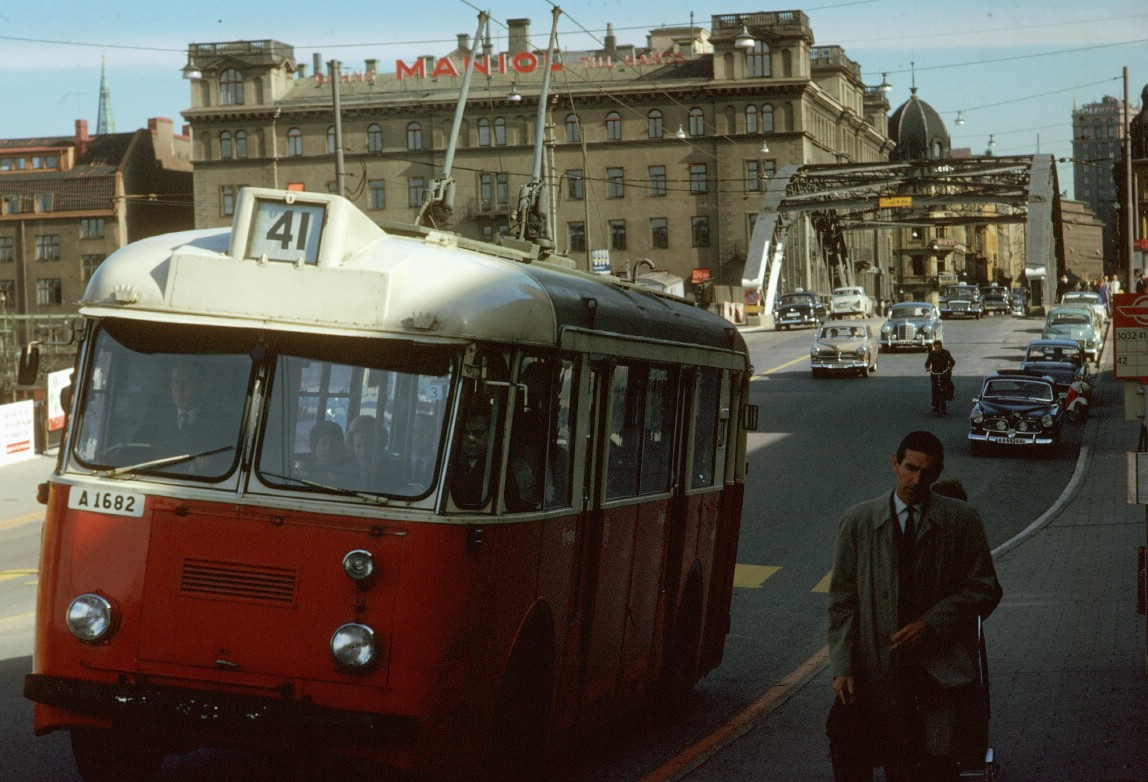
Kungsbron 1964.